# James Ewell Brown Stuart

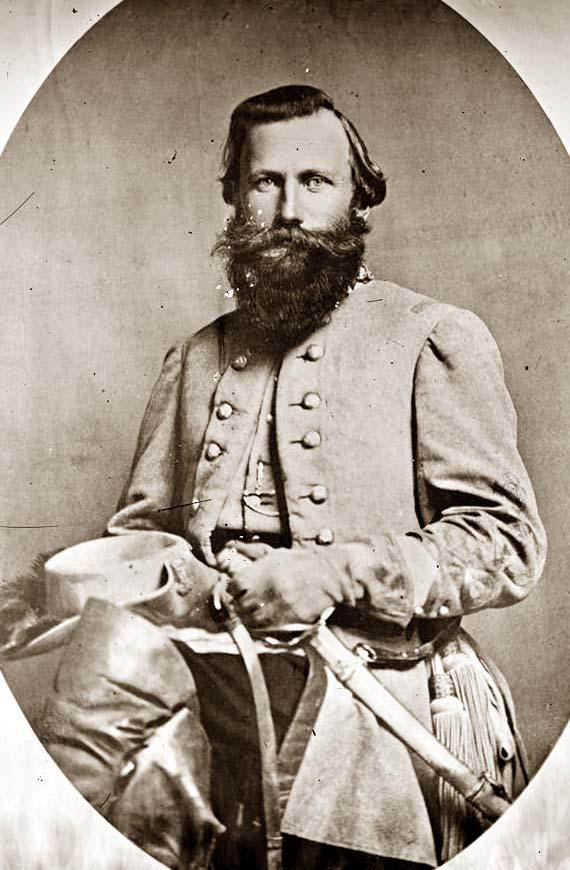
Jeb Stuart

James Ewell Brown „J. E. B.“ Stuart (* 6. Februar 1833 „Laurel Hill“ in Patrick County, Virginia; † 12. Mai 1864 in Richmond, Virginia) war bis 1861 Offizier des US-Heeres und danach General des konföderierten Heeres im Amerikanischen Bürgerkrieg.

## Leben

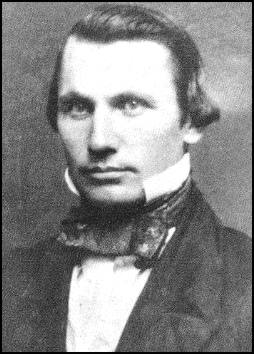
Stuart in seiner Jugend

Stuart, der Sohn einer relativ wohlhabenden und politisch engagierten Familie aus dem Süden Virginias, besuchte die Militärakademie in West Point, New York, die er 1854 als Dreizehnter seines Jahrgangs abschloss. Seine Karriere im US-Heer führte ihn unmittelbar zur Kavallerie. Als Offizier der Mounted Riflemen und später im 1. US-Kavallerieregiment zeichnete er sich in Kämpfen gegen Indianer und während der Unruhen in Kansas (Bleeding Kansas) aus. Er diente 1859 unter dem damaligen Oberstleutnant Robert E. Lee als freiwilliger Aide-de-camp, als unter dessen Führung der Überfall auf Harpers Ferry durch John Brown beendet wurde.
Nachdem sein Heimatstaat Virginia aus der Union ausgetreten war, gab auch Stuart Anfang 1861 sein Offizierspatent als Hauptmann der US-Armee zurück und wurde Hauptmann im konföderierten Heer. Schon kurz darauf wurde Stuart zum Oberst befördert und erhielt das Kommando über das 1. Kavallerieregiment des Staates Virginia. Mit diesem Regiment kämpfte er in der Ersten Schlacht am Bull Run, in der er sich auszeichnete.
Schon im September 1861 wurde er zum Brigadegeneral befördert und erhielt kurz darauf ein entsprechendes Kommando.
1862 wurde er durch seinen Ritt um McClellan berühmt. Stuart und seinen Truppen gelang es, die Potomac-Armee auf der Halbinsel in Virginia gänzlich zu umrunden, wobei er feststellte, dass die rechte Flanke der Potomac-Armee sehr verwundbar war. Nach dem erfolgreichen Abschluss des Halbinsel-Feldzuges erhielt Stuart, inzwischen Generalmajor, das Kommando über die zu einer Division zusammengefasste Kavallerie der Nord-Virginia-Armee, mit der er zahlreiche erfolgreiche Raids unternahm (so zum Beispiel einen weiteren Ritt um McClellan im Herbst 1862). Auch während der Zweiten Schlacht am Bull Run und den Schlachten am Antietam und bei Fredericksburg spielte Stuart eine wichtige Rolle. 1863, während der Schlacht bei Chancellorsville, übernahm Stuart nach der Verwundung Stonewall Jacksons das Kommando über das II. Korps der Nord-Virginia-Armee und führte es bis zum Ende der Schlacht.

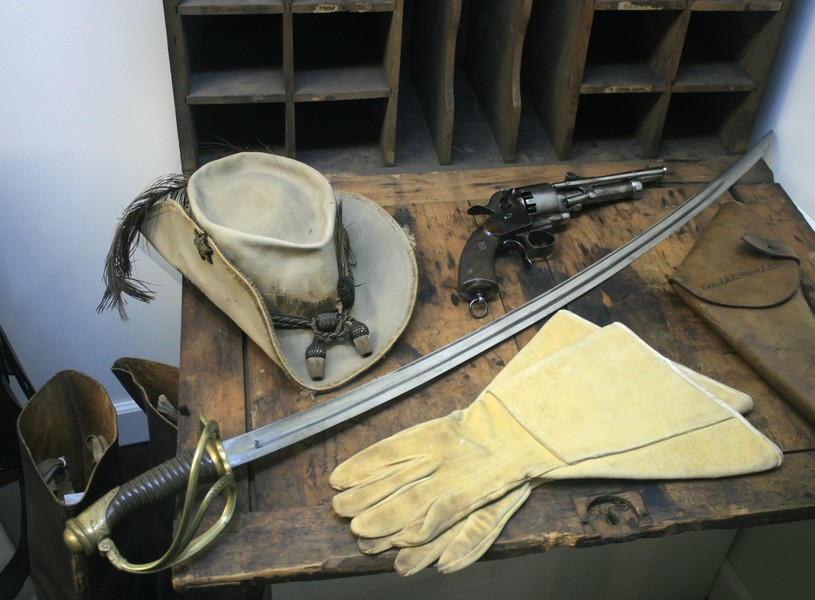
Stuarts Hut, Säbel und LeMat-Revolver (Museum of the Confederacy, in Richmond, Virginia)

Am 9. Juni 1863 wurde er von der Nordstaatenkavallerie unter Alfred Pleasonton überrascht und entging in der Schlacht bei Brandy Station nur knapp einer Niederlage. Während des Gettysburg-Feldzuges kam es zu Missverständnissen zwischen Stuart und Lee, dem Oberbefehlshaber der Nord-Virginia-Armee, die darin mündeten, dass Stuarts Kavallerie erst am Abend des zweiten Tages der Schlacht von Gettysburg das Schlachtfeld erreichte, wodurch Lee in den ersten zwei Tagen der Schlacht nur ein sehr unzureichendes Lagebild von der Stärke seines Gegners erhielt.
Im Mai 1864, als Ulysses S. Grant seinen Überland-Feldzug begann, stellte sich Stuart mit seiner inzwischen auf Korpsgröße verstärkten Kavallerie der Unionskavallerie unter Philip H. Sheridan entgegen. Nord- und Südstaatler trafen bei Yellow Tavern, in der Nähe von Richmond, aufeinander. In der darauf folgenden Schlacht wurde Stuart tödlich verwundet und starb einen Tag später. Mit ihm verlor der Süden einen seiner größten Helden und fähigsten Kavalleriekommandeure. Seine Nachfolge als Kavalleriekommandeur trat Wade Hampton an. Stuart ist auf dem Hollywood Cemetery in Richmond beerdigt.

## Kulturelle Rezeption

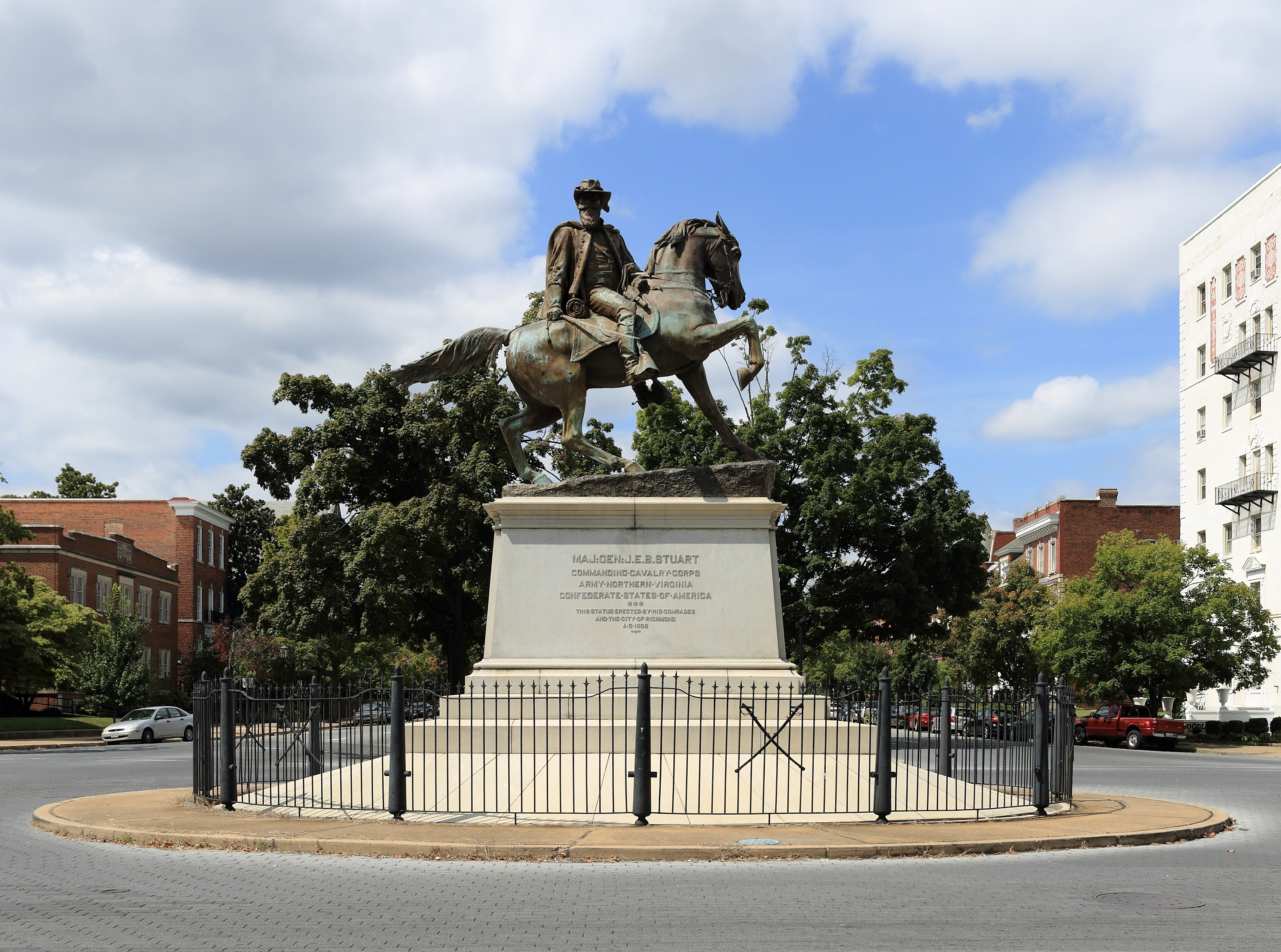
Denkmal für Stuart in Richmond (Virginia)

- Im 20. Jahrhundert wurde der leichte US-Panzer M3 nach General Stuart benannt.
- Auf der Monument Avenue in Richmond befindet sich ein Denkmal Stuarts.
- Im Roman Sartoris von William Faulkner wird General Stuart erwähnt. Der Leser erfährt, dass Bayard Sartoris, der Bruder der Hauptfigur Colonel John Sartoris, während des Bürgerkriegs Jeb Stuarts Adjutant war und an dessen Raids teilnahm.
- Im Spielfilm Land der Gottlosen stellt Errol Flynn Stuart dar.
- In den Filmen Gods and Generals und Gettysburg wurde er von Joseph Fuqua dargestellt.